# Songs for Drella
| Recensione          | Giudizio |
| ------------------- | -------- |
| AllMusic            |          |
| Los Angeles Times   |          |
| Piero Scaruffi      | 6,5/10   |
| New Musical Express | 8/10     |
| Rolling Stone       |          |

Songs for Drella (Canzoni per Drella) è un concept album di Lou Reed e John Cale, entrambi ex componenti della rock band The Velvet Underground, pubblicato nel 1990 dalla Sire Records. È dedicato alla memoria dell'artista Andy Warhol, loro amico e mentore nonché produttore dell'album di debutto della band, che era da poco scomparso. Il nome Drella era uno dei suoi soprannomi, non molto amato dallo stesso Warhol in realtà, ottenuto dall'incrocio di Dracula e Cenerentola (in inglese Cinderella), come riferimento scherzoso al forte polarismo caratteriale che lo contraddistingueva.

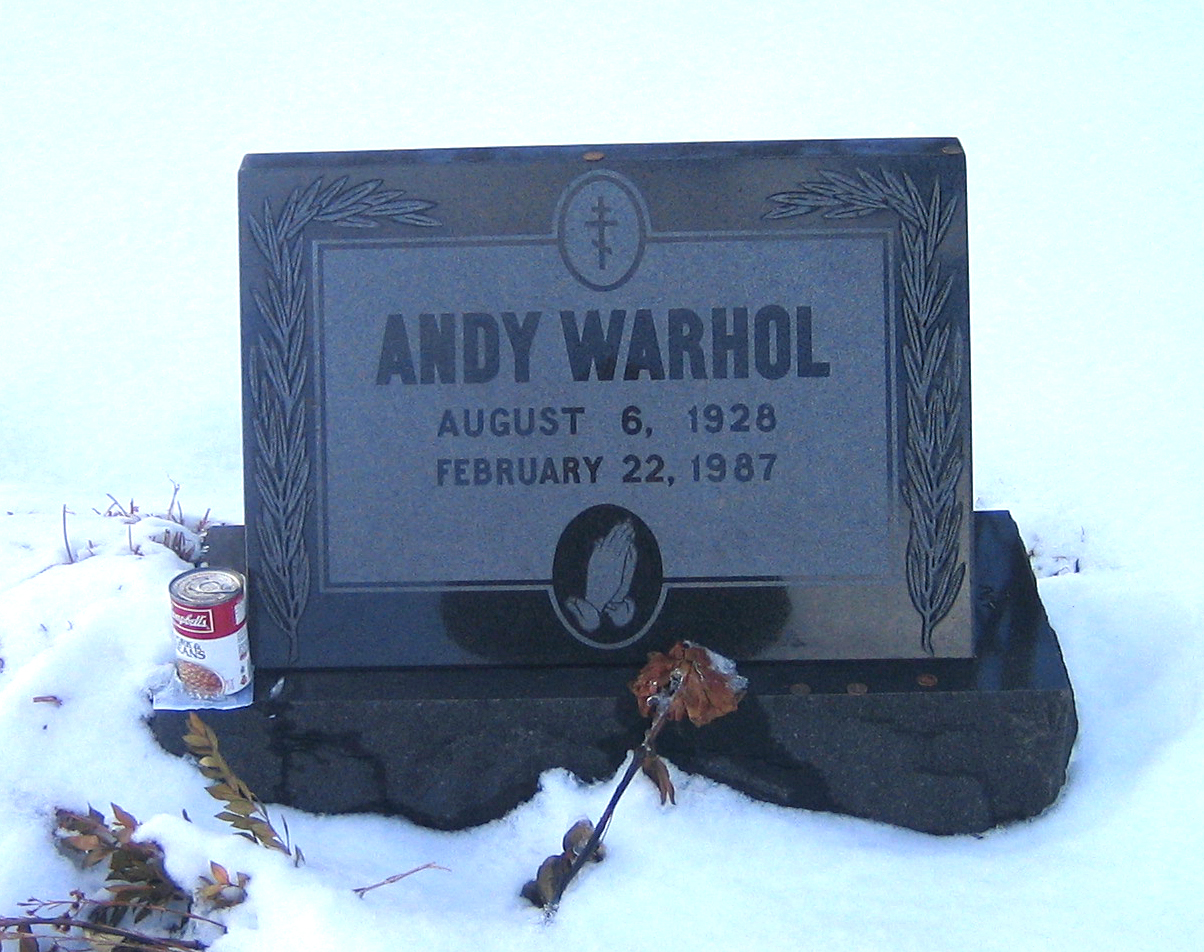
La tomba di Andy Warhol

## Produzione
Stretti erano infatti i legami tra i due musicisti, ex membri fondatori dei Velvet Underground, e Warhol, che negli anni sessanta fu lo scopritore e mentore del gruppo, disegnando la celeberrima copertina del loro primo album (la banana sbucciabile), accompagnando le loro esibizioni dal vivo con le luci del suo Exploding Plastic Inevitable Show, includendoli nella sua Factory e in genere seguendoli per tutta la loro carriera.

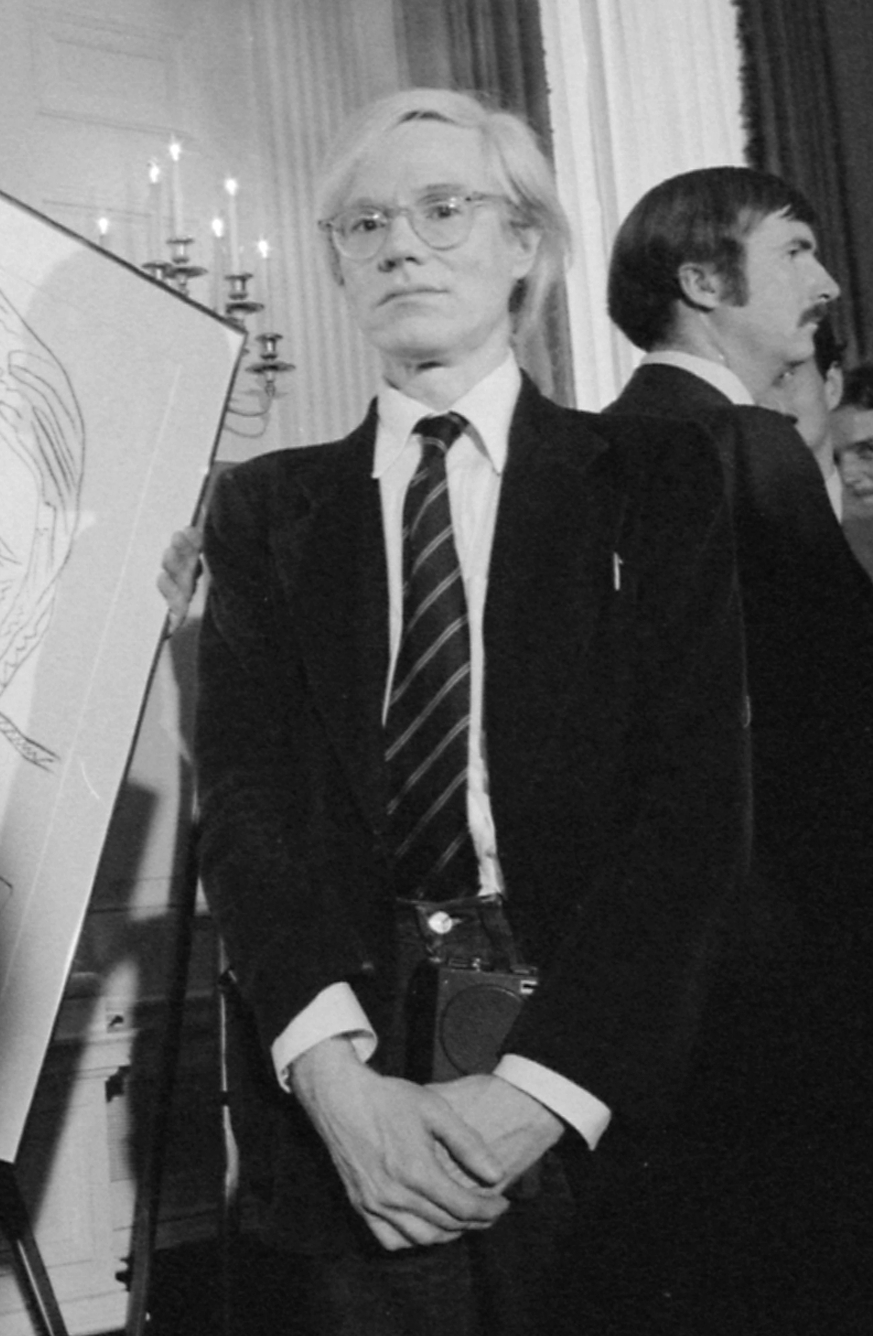
Andy Warhol nel 1977

Dopo la morte di Warhol nel 1987, la pubblicazione postuma dei suoi diari, secondo Lou Reed, non rendeva giustizia al ruolo e alla importanza dell'amico scomparso, e quindi decise di chiamare l'altro ex membro del gruppo, John Cale, con cui non collaborava dal 1972, per la realizzazione di un breve musical comprendente canzoni inedite dedicate alla personalità e ala storia di Warhol: in dieci giorni i due composero 14 brani biografici ordinati cronologicamente, dalla nascita di Warhol in una piccola e deprimente Smalltown (cittadina) sino alla morte.

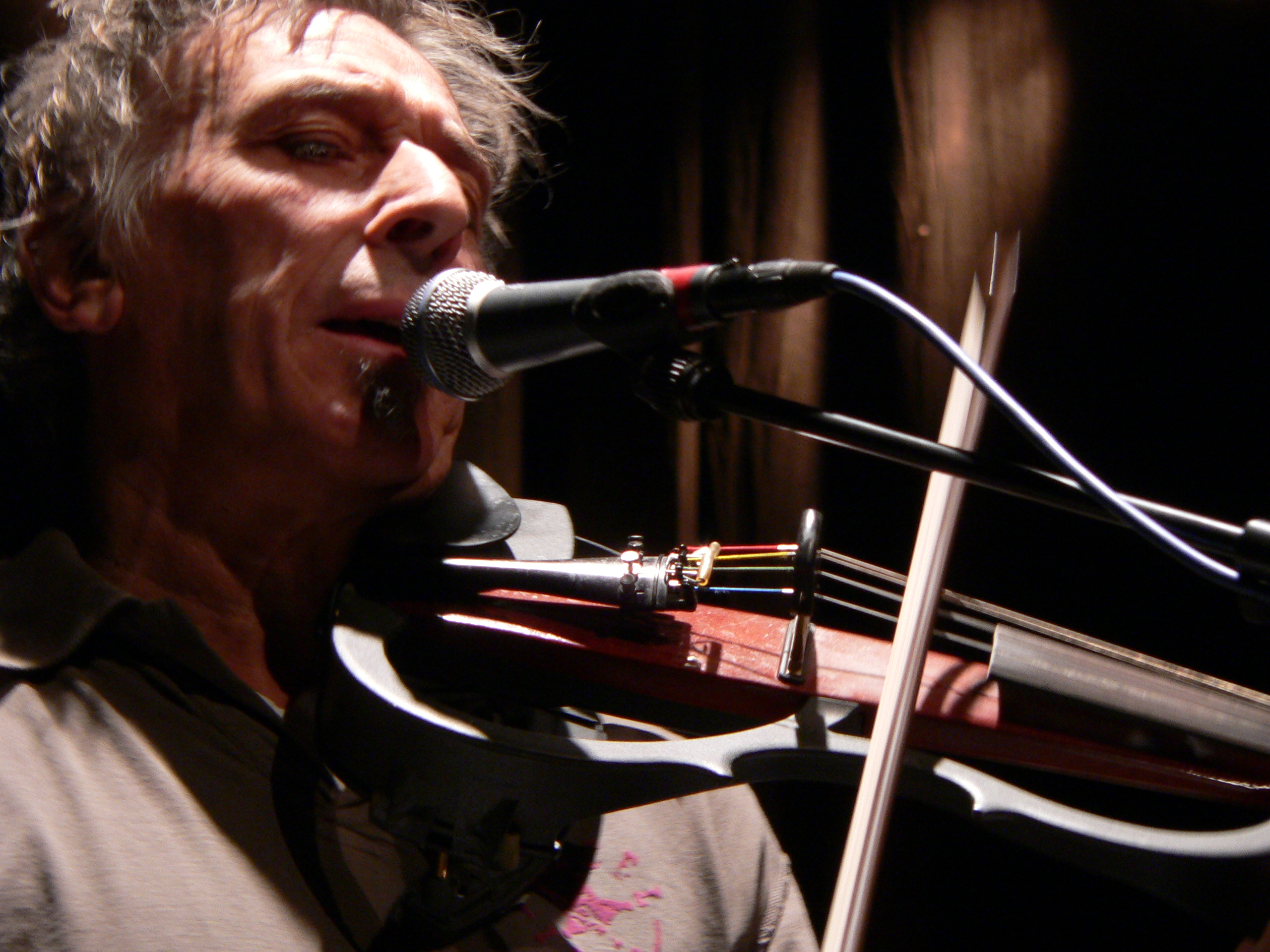
John Cale

John Cale scrisse nelle note che accompagnavano il disco che Reed aveva composto la maggior parte delle canzoni, ma gli aveva permesso di mantenere una posizione di dignità nel tributo a una persona "la cui ispirazione e generosità mantenute lungo gli anni sono ricordate oggi con amore e ammirazione".
Il disco presenta la caratteristica di essere stato inciso senza sovraincisioni, in presa diretta. Pur però essendo solo in due a suonare e cantare (ed è prevalentemente Reed che canta). Alla fine delle registrazioni il sodalizio tra Reed e Cale si interruppe di nuovo, per riformarsi solo nel 1993 per un tour mondiale dei rifondati Velvet Underground. Nel 1995 però le strade si separarono ancora.

## Pubblicazione
Originalmente co-commissionata dalla Brooklyn Academy Of Music and The Arts At St. Ann's, il 9 gennaio 1989 Cale e Reed per la prima volta eseguirono alcune canzoni appunto presso la Chiesa di Sant'Anna a Brooklyn, mentre alle loro spalle venivano proiettate da Jerome Sirlin delle diapositive scattate dallo stesso Warhol e della Factory, il laboratorio artistico fondato da Warhol a New York. La prima versione completa dell'opera venne suonata il 29 novembre dello stesso anno e agli inizi del 1990 uscì il disco. Una loro performance dell'intera opera è stata filmata da Ed Lachman ed è uscita nei formati VHS e Laserdisc.
Il singolo estratto dall'album è stato Nobody But You.
Applaudito dalla critica e considerato uno dei migliori dischi di Lou Reed e Cale, Songs for Drella colpisce soprattutto per l'equilibrio tra sperimentazione e fruibilità e specialmente per la grande e intensa poesia che traspare dai testi, in cui un Reed esplora molti aspetti della vita e delle opere di Warhol. Non ci sono risvolti di gossip o rivelazioni scandalistiche in Songs for Drella, come nel successo di Lou Reed del 1972 Walk on the Wild Side, in cui cantava delle persone che ruotavano intorno alla Factory.
Esiste una edizione limitata in cui la custodia del cd è di cartone "vellutato" nero con le scritte incise in rilievo.
La canzone "Taraunta tatà" di Edoardo Bennato è una cover di "Style It Takes" pubblicata nell'album "Sembra ieri".

## Tracce
Tutte le canzoni sono scritte da Lou Reed e John Cale e cantate da Reed eccetto quelle segnate con † che sono cantate da Cale.
Testi e musiche di Lou Reed e John Cale.
1. Small Town – 2:04
2. Open House – 4:18
3. Style It Takes (†) – 2:54
4. Work – 2:38
5. Trouble with Classicists (†) – 3:42
6. Starlight – 3:28
7. Faces and Names (†) – 4:12
8. Images – 3:31
9. Slip Away (A Warning) – 3:05
10. It Wasn't Me – 3:30
11. I Believe – 3:18
12. Nobody But You – 3:46
13. A Dream (†) – 6:33
14. Forever Changed (†) – 4:52
15. Hello It's Me – 3:13